# Harry Hetherington
Henry Hetherington (7 tháng 11 năm 1928 – 1987) là một cầu thủ bóng đá người Anh từng thi đấu ở vị trí tiền vệ chạy cánh cho Sunderland.